# رونی دان (بازیکن فوتبال)
رونی دان (انگلیسی: Ronnie Dunn; ۲۴ نوامبر ۱۹۰۸ – ژانویه ۱۹۹۴ (aged 85)) بازیکن فوتبال اهل بریتانیا بود.
از باشگاه‌هایی که در آن بازی کرده‌است می‌توان به باشگاه فوتبال کریستال پالاس، باشگاه فوتبال ویلدستون، و باشگاه فوتبال کولچستر یونایتد اشاره کرد.